# Nevskita
La nevskita és un mineral de la classe dels sulfurs. Va ser anomenat en honor de la seva localitat tipus: el dipòsit de W-Sn de Nevskoe (Óblast de Magadan, Rússia).

## Característiques
La nevskita és un sulfur de fórmula química Bi(Se,S). Cristal·litza en el sistema trigonal en forma de grans iregulars, de fins a 2 mm de diàmetre. La seva duresa a l'escala de Mohs és 3.
Segons la classificació de Nickel-Strunz, la nevskita pertany a «02.DC - Sulfurs metàl·lics, amb variable proporció M:S» juntament amb els següents minerals: hedleyita, ikunolita, ingodita, joseïta-B, kawazulita, laitakarita, paraguanajuatita, pilsenita, skippenita, sulfotsumoïta, tel·lurantimoni, tel·lurobismutita, tetradimita, tsumoïta, baksanita, joseïta-C, protojoseïta, sztrokayita, vihorlatita i tel·luronevskita.

## Formació i jaciments
La nevskita es sol trobar en filons de quarsita-cassiterita. Va ser descoberta a dipòsit de W-Sn de Nevskoe (Óblast de Magadan, Rússia). També ha estat descrita a Alemanya, el Canadà, altres indrets de Rússia, Suècia, Txèquia i l'Uzbekistan.
Sol trobar-se associada a altres minerals com la wolframita, cassiterita, laitakarita i guanajuatita.